# Château Wernsdorf
Pour les articles homonymes, voir Wernsdorf.
Le château Wernsdorf est un château médiéval, dont les parties les plus anciennes remontent au XIIe siècle. Il est situé à Wernsdorf, quartier de Strullendorf en Bavière. 
Il est le siège de l'Académie privée de musique ancienne, d'art et d'histoire culturelle de l'Europe, fondée par le groupe de musique médiévale Capella Antiqua Bambergensis (de) dirigé par Wolfgang Spindler (de).